# UFC Fight Night: Swanson vs. Ortega
UFC Fight Night: Swanson vs. Ortega fue un evento de artes marciales mixtas organizado por Ultimate Fighting Championship que se llevó a cabo el 9 de diciembre de 2017 en el Save Mart Center en Fresno, California.

## Historia
El evento estelar contó con el combate de peso pluma entre los estadounidenses Cub Swanson y Brian Ortega.
El evento coestelar contó con el combate de peso pluma entre Gabriel Benítez y Jason Knight.
Rani Yahya tenía previsto enfrentar a Aljamain Sterling en el evento. Sin embargo, Yahya se vio obligado a retirarse del combate el 7 de noviembre debido a una lesión. Ha sido reemplazado por el excampeón de peso gallo de WSOF, Marlon Moraes.
Bryan Caraway tenía previsto enfrentar a Luke Sanders en el evento. Sin embargo, el 20 de noviembre, Caraway se retiró de la pelea debido a razones no reveladas. Fue reemplazado por Andre Soukhamthath.